# Beatrice II di Quedlinburg
Beatrice II di Winzenburg (... – 2 aprile 1160) fu badessa di Heerse dal 1123 e ottava badessa del monastero di San Servazio a Quedlinburg dal 1138 (come Beatrice II).

## Biografia
Beatrice era figlia del conte Ermanno I di Winzenburg e della sua seconda moglie Edvige. Viene menzionata intorno al 1123 come badessa del convento imperiale di Heerse, vicino a Paderborn. Nel 1138 fu ordinata badessa del convento di Quedlinburg e dal 1139 al 1147 partecipò alla fondazione del monastero cistercense di Michaelstein, vicino a Blankenburg, come chiesa sussidiaria del monastero di Altenkampen. In questo venne sostenuta dai conti di Blankenburg-Regenstein. Innanzitutto, nel 1139, Beatrice approvò la donazione di grandi proprietà a Michaelstein alla "Volkmarsbruderschaft" da parte del conte Burcardo di Blankenburg.
Nel 1152, su sua sollecitazione, papa Eugenio III confermò la conversione della chiesa di Vigberto di Quedlinburg in un monastero premonstratense. Esiste una brattea in cui è raffigurata seduta con un pomo di giglio e la mano benedicente tra due monache su un muro. Nel 1147, con l'approvazione di papa Innocenzo II e del vescovo Rodolfo I di Halberstadt, trasferì questi possedimenti e dotò un convento cistercense inizialmente popolato da frati di Altenkampen. Negli anni '60 del 1100, il convento si trasferì a Evergodesrode e vi fondò il monastero (Neu-)Michaelstein. Sempre per sua intermediazione, papa Innocenzo II riconobbe la creazione dell'abbazia intorno alla grotta di Volkmarskeller.